# Gran Premio de Estados Unidos de Motociclismo de 1965
El Gran Premio de Estados Unidos de Motociclismo de 1965 fue la primera prueba de la temporada 1965 del Campeonato Mundial de Motociclismo. El Gran Premio se disputó el 20 y 21 de marzo de 1965 en el Daytona International Speedway.

## Resultados 500cc
MV Agusta no envió al recién contratado Giacomo Agostini a Estados Unidos. Mike Hailwood tuvo que participar solo y ganó la carrera de manera tan convincente que el estadounidense Buddy Parriott y el canadiense Roger Beaumont estaban en el podio, se quedaron a dos y tres vueltas doblados respectivamente.
| Pos.    | Piloto            | Equipo    | Tiempo      | Pts. |
| ------- | ----------------- | --------- | ----------- | ---- |
| 1       | Mike Hailwood     | MV Agusta | 1h 16:33.0  | 8    |
| 2       | Buddy Parriott    | Norton    | + 2 Vueltas | 6    |
| 3       | Roger Beaumont    | Norton    | + 3 Vueltas | 4    |
| 4       | Ken King          | Norton    | + 3 Vueltas | 3    |
| 5       | Ed Labelle        | Norton    | + 4 Vueltas | 2    |
| 6       | Dave Lloyd        | Norton    | + 5 Vueltas | 1    |
| 7       | Fred Simone       | BMW       |             |      |
| 8       | Al Johnson        | BMW       |             |      |
| 9       | Ray Dey           | Norton    |             |      |
| 10      | Wester Cooley Sr. | Norton    |             |      |
| 11      | Carl Eshoo        | Triumph   |             |      |
| 12      | Bruce Carter      | BSA       |             |      |
| 13      | Stan Friduss      | Norton    |             |      |
| Ret     | Dave Jackson      | Matchless | Ret         |      |
| Ret     | Fred Gailey       | Norton    | Ret         |      |
| Ret     | Ivor Lloyd        | Norton    | Ret         |      |
| Ret     | Stuart Morin      | Matchless | Ret         |      |
| Ret     | Franco Farne      | Ducati    | Ret         |      |
| Ret     | Dean Dyess        | Ducati    | Ret         |      |
| Ret     | Gerald MacDonald  | Paton     | Ret         |      |
| Ret     | Peter Gould       | Ducati    | Ret         |      |
| Ret     | Wilber Lawson     | Triumph   | Ret         |      |
| Ret     | Paddy Driver      | Matchless | Ret         |      |
| Fuente: |                   |           |             |      |

## Resultados 250cc
En el cuarto de litro, Yamaha aprovechó al máximo la ausencia de su competidor Honda. El actual campeón mundial Phil Read ganó la carrera a su compañero de equipo Mike Duff. Silvio Grassetti terminó con su Moto Morini 250 Bialbero solo un segundo detrás de Duff. Suzuki dirigió Frank Perris con el refrigerado por agua de cuatro cilindros RZ 64, pero solo pudo acabar cuarto.
| Pos. | Piloto              | Moto    | Tiempo    | Pts. |
| ---- | ------------------- | ------- | --------- | ---- |
| 1    | Phil Read           | Yamaha  | 49'29"000 | 8    |
| 2    | Mike Duff           | Yamaha  | + 36"     | 6    |
| 3    | Silvio Grassetti    | Morini  | + 37"     | 4    |
| 4    | Frank Perris        | Suzuki  | + 42"     | 3    |
| 5    | José Maria Busquets | Montesa | + 1'12"   | 2    |
| 6    | John Buckner        | Yamaha  | + 2'05"   | 1    |

## Resultados 125cc
En el octavo de litro, Suzuki tenía el imperio solo porque Honda no apareció, Yamaha el desarrollo del RA 97 aún no se había completado y los otros competidores del bloque oriental permanecieron en casa. Por ejemplo, Hugh Anderson ganó el Suzuki RT 65 para sus compañeros de equipo Ernst Degner y Frank Perris. Hicieron una carrera emocionante, porque terminaron a seis décimas . Los otros puntos fueron para los conductores de Honda, pero eran pilotos estadounidenses privados con Honda CR 93.
.
| Pos. | Piloto        | Moto   | Tiempo | Pts. |
| ---- | ------------- | ------ | ------ | ---- |
| 1    | Hugh Anderson | Suzuki | 43'42" | 8    |
| 2    | Ernst Degner  | Suzuki | + 0" 2 | 6    |
| 3    | Frank Perris  | Suzuki | + 0" 6 | 4    |
| 4    | Rick Schell   | Honda  |        | 3    |
| 5    | Jeff Tate     | Honda  |        | 2    |
| 6    | Bo Gehring    | Honda  |        | 1    |
| 7    | J. Prescott   | Honda  |        |      |
| 8    | J. Burgard    | Honda  |        |      |
| 9    | B. Byron      | Honda  |        |      |
| Ret  | Michio Ichino | Suzuki | Ret    |      |

## Resultados 50cc
Suzuki comenzó con la nueva bicilíndrica RK 65. Solo lo tenía porque tanto Honda como Kreidler no enviaron una delegación. Ernst Degner ganó ante sus compañeros de equipo Hugh Anderson, Michio Ichino y Haruo Koshino.
| Pos. | Piloto        | Moto   | Tiempo     | Pts. |
| ---- | ------------- | ------ | ---------- | ---- |
| 1    | Ernst Degner  | Suzuki | 35'59"0    | 8    |
| 2    | Hugh Anderson | Suzuki | + 0" 2     | 6    |
| 3    | Michio Ichino | Suzuki | + 0" 4     | 4    |
| 4    | Haruo Koshino | Suzuki | + 16" 0    | 3    |
| 5    | Jacques Roca  | Derbi  | + 1 Vuelta | 2    |
| 6    | Gastón Biscia | Suzuki | + 1 Vuelta | 1    |